# Денисово (Липецкая область)
Дени́сово — деревня Афанасьевского сельсовета Измалковского района Липецкой области.

## История
Название деревни — по фамилии Денисов. Известно со второй половины XVIII века.

## Население
| 2010 |
| ---- |
| 232  |